# Capparis zippeliana
Capparis zippeliana är en kaprisväxtart som beskrevs av Friedrich Anton Wilhelm Miquel. Capparis zippeliana ingår i släktet Capparis och familjen kaprisväxter. Inga underarter finns listade i Catalogue of Life.